# Понтеведра
Понтеве́дра (ісп. Pontevedra, МФА: [ponteˈβeðɾa]) — місто і муніципалітет в Іспанії, Галісія, провінція Понтеведра. Адміністративний центр провінції. Розташоване не північному заході країни. Населення — 82 802 осіб (2018).

## Назва
- Понс-Вет (лат. Pons Vetus, «Старий міст») — латинська назва міста[1]; походить від старого римського моста через річку Лерес, руїни якого лежать біля Бургського моста ХІІ століття.
- Понтеве́дра (гал. і ісп. Pontevedra, МФА: [ponteˈβeðɾa]) — сучасна іспанська і галісійська назви.
- По́нте-Ве́дра (ісп. Ponte-Vedra) — назва в старій орфографії.
- По́нте-Вете́ра (лат. Ponte Vetera) — назва міста народною латиною; на ХІІІ століття перетворилася на сучасну[2].

## Міське планування
Місто найбільш відоме своїм міським плануванням, пішохідними зонами та чарівністю старого міста. За останні роки воно було нагороджене кількома міжнародними нагородами за якість міста та життя, доступність і міську мобільність.
Старе місто та більша частина центру міста є пішохідними, в цих районах автомобільний рух обмежується.
У 1999 році Понтеведра розпочала процес трансформації, заборонивши автомобільний рух у старому місті. У наступні роки центр міста та деякі інші вулиці на околиці Понтеведри також стали пішохідними. У 2010 році Понтеведра стала першою столицею провінції в Іспанії, яка знизила максимальну швидкість у центрі міста до 30 кілометрів на годину, а в 2019 році – до 10 кілометрів на годину в центрі міста.

## Географія
Місто розташоване на відстані близько 470 км на північний захід від Мадрида.

### Клімат
Місто знаходиться у зоні, котра характеризується середземноморським кліматом. Найтепліший місяць — липень із середньою температурою 20.5 °C (68.9 °F). Найхолодніший місяць — січень, із середньою температурою 9.5 °С (49.1 °F).
| Клімат Понтеведри       | Клімат Понтеведри | Клімат Понтеведри | Клімат Понтеведри | Клімат Понтеведри | Клімат Понтеведри | Клімат Понтеведри | Клімат Понтеведри | Клімат Понтеведри | Клімат Понтеведри | Клімат Понтеведри | Клімат Понтеведри | Клімат Понтеведри | Клімат Понтеведри |
| Показник                | Січ.              | Лют.              | Бер.              | Квіт.             | Трав.             | Черв.             | Лип.              | Серп.             | Вер.              | Жовт.             | Лист.             | Груд.             | Рік               |
| Середній максимум, °C   | 13,1              | 14,3              | 16,6              | 17,9              | 19,9              | 23,5              | 25,6              | 25,6              | 23,6              | 19,7              | 16                | 13,8              | 19,1              |
| Середня температура, °C | 9,5               | 10,6              | 12,1              | 13,2              | 15,4              | 18,5              | 20,5              | 20,4              | 18,8              | 15,6              | 12,3              | 10,5              | 14,8              |
| Середній мінімум, °C    | 6                 | 6,8               | 7,6               | 8,5               | 10,9              | 13,4              | 15,4              | 15,2              | 13,9              | 11,4              | 8,6               | 7,3               | 10,4              |
| Норма опадів, мм        | 204               | 190               | 126               | 140               | 129               | 66                | 44                | 47                | 108               | 185               | 198               | 254               | 1691              |
| Днів з опадами          | 15                | 13                | 12                | 13                | 13                | 8                 | 5                 | 5                 | 8                 | 13                | 14                | 15                | 133               |
| Вологість повітря, %    | 73                | 71                | 66                | 66                | 67                | 65                | 65                | 66                | 69                | 72                | 74                | 74                | 69                |
| ----------------------- | ----------------- | ----------------- | ----------------- | ----------------- | ----------------- | ----------------- | ----------------- | ----------------- | ----------------- | ----------------- | ----------------- | ----------------- | ----------------- |
| Джерело: Weatherbase    |                   |                   |                   |                   |                   |                   |                   |                   |                   |                   |                   |                   |                   |

## Демографія
Динаміка населення (INE ):
Згідно з переписом 2001 року, для 29,6% населення рідною мовою є галісійська, часто нею розмовляють 32,1%, а для інших 38,3% мовою спілкування є іспанська.

## Галерея

Прапор Понтеведри
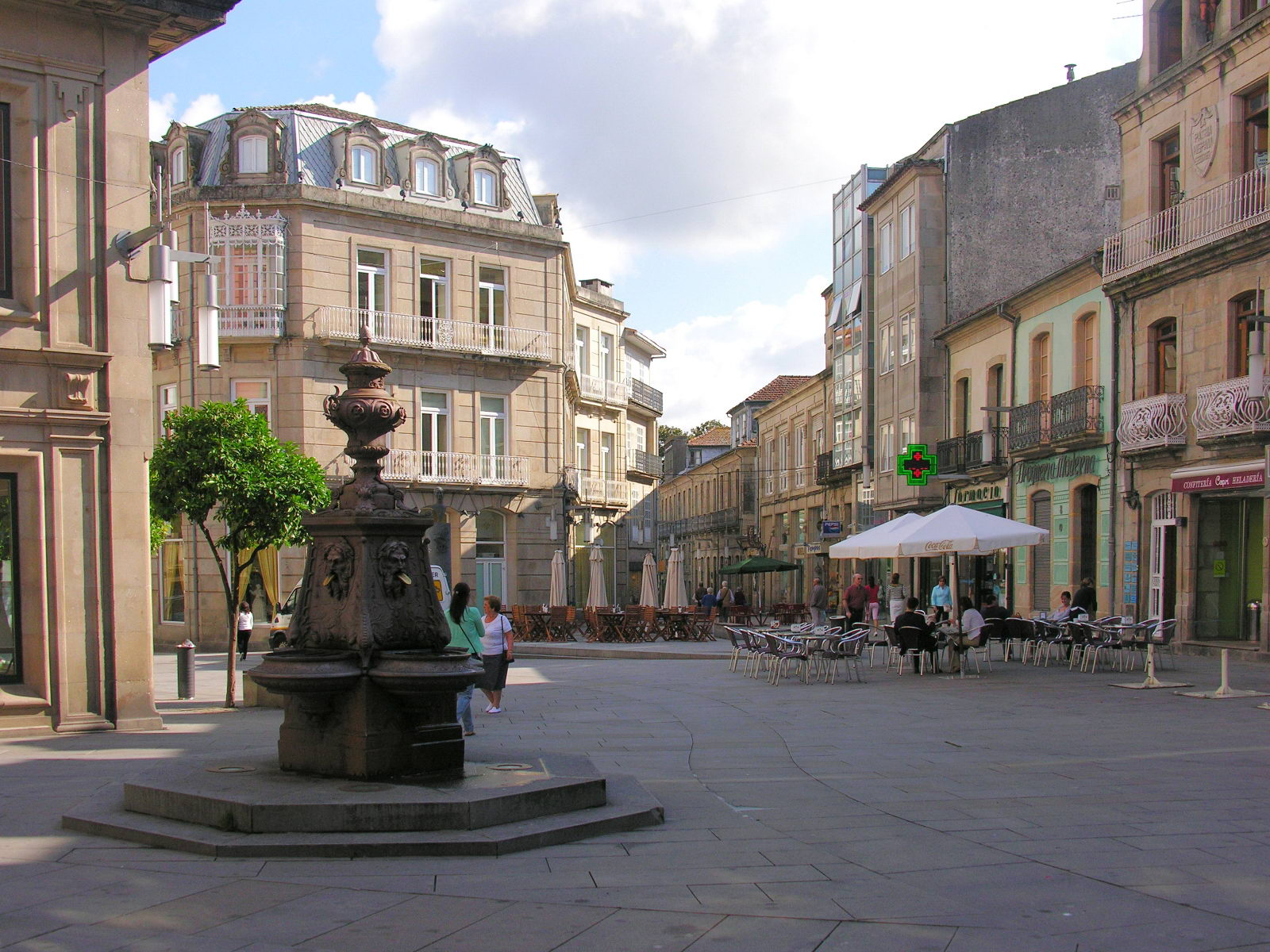
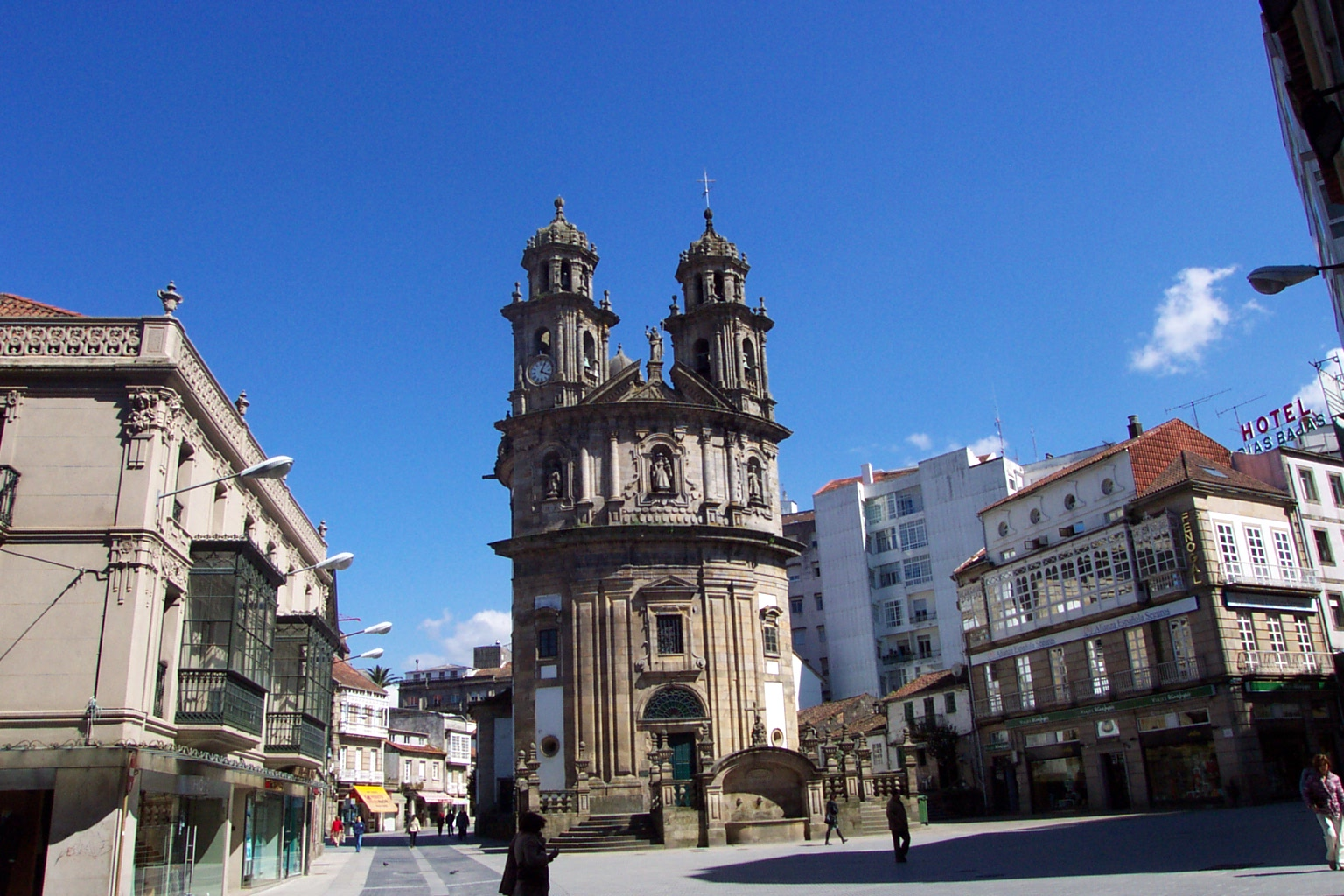
Церква Ла-Перегріна у Понтеведрі
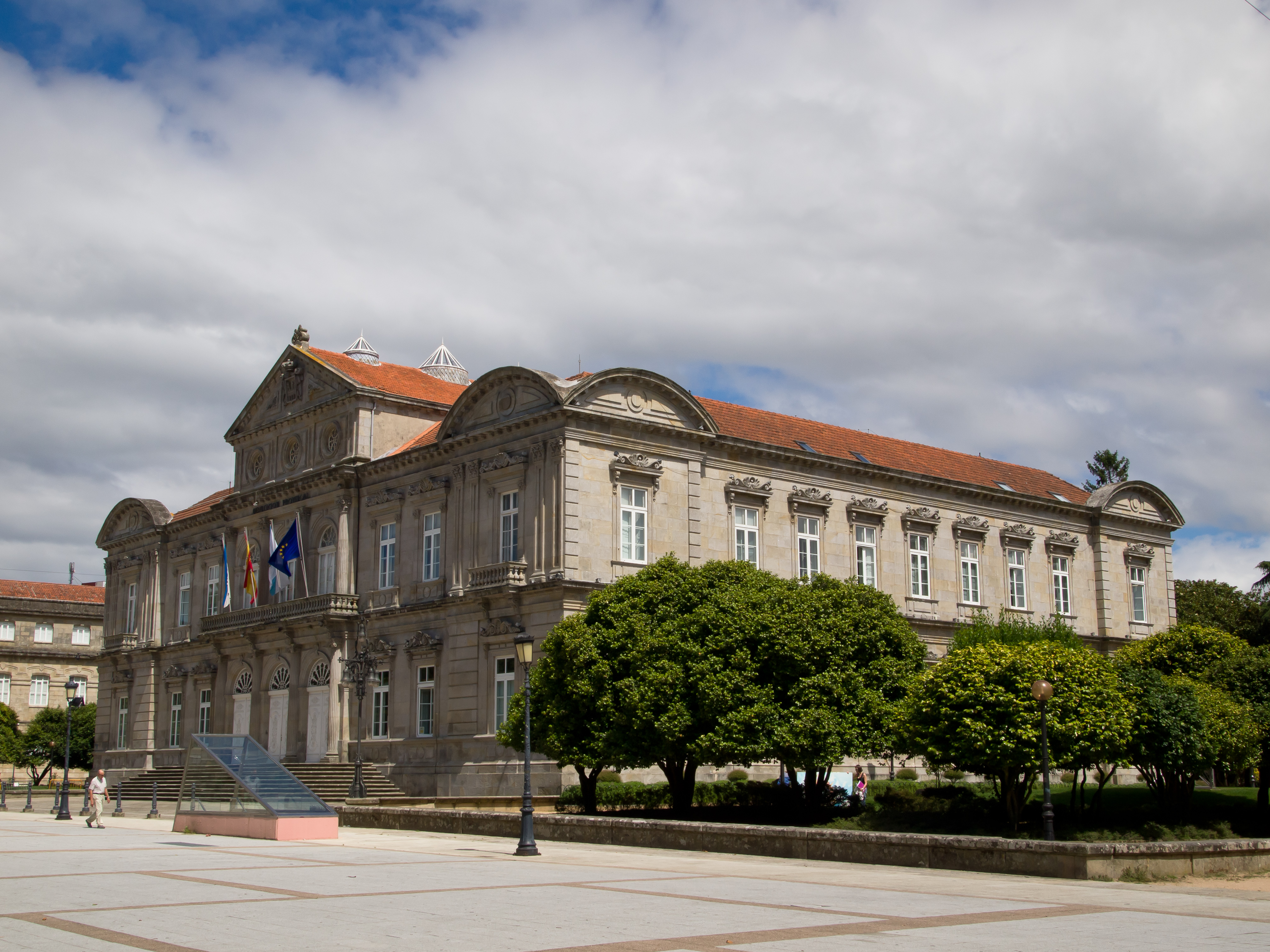
Провінційна рада Понтеведри